# Kamil Lukoszek
Kamil Lukoszek (ur. 4 kwietnia 2002 w Opolu) – polski piłkarz grający na pozycji skrzydłowego lub wahadłowego w klubie Górnik Zabrze.

## Kariera juniorska
Lukoszek grał jako junior w Oderce Opole, Odrze Opole (2012–2014), MOSiR Opole (2014–2016) i Górniku Zabrze (2016–2019).

## Kariera seniorska

### Górnik Zabrze II
Lukoszek zadebiutował w rezerwach Górnika Zabrze 29 maja 2019 w meczu z Lechią Dzierżoniów (wyg. 7:0). Pierwszą bramkę zdobył 19 września 2020 w wygranym 4:0 spotkaniu przeciwko Polonii Nysa. Łącznie dla rezerw Górnika Lukoszek rozegrał 35 meczów strzelając 6 goli.

### Skra Częstochowa
Lukoszek przeszedł do Skry Częstochowa 24 lipca 2021 podpisując dwuletni kontrakt. Debiut dla nich zaliczył 8 sierpnia 2021 w przegranym 3:2 spotkaniu przeciwko ŁKS Łódź. Pierwszego gola strzelił 19 lutego 2023 ponownie w meczu z ŁKS Łódź (przeg. 1:2). Ostatecznie w barwach tej drużyny wystąpił 50 razy zdobywając dwie bramki.

### Górnik Zabrze
Lukoszek przeniósł się do Górnika Zabrze 5 lipca 2023. Zadebiutował u nich 23 lipca 2023 w meczu z Radomiakiem Radom (przeg. 0:2). Pierwszą bramkę zdobył 27 września 2023 w wygranym 0:4 spotkaniu Pucharu Polski przeciwko GKS Katowice.

## Kariera reprezentacyjna

### Polska U-16
Lukoszek wystąpił dwukrotnie w reprezentacji Polski U-16. Były to starcia rozegrane 15 i 17 marca 2018 z Mołdawią (3:1; 1:1).

### Polska U-17
Lukoszek zaliczył dwa występy w kadrze Polski U-17. Były to mecze rozegrane 7 i 11 września 2018 kolejno przeciwko Estonii (wyg. 2:0) i Portugalii (przeg. 3:4).

### Polska U-20
Lukoszek zagrał jeden raz w reprezentacji Polski U-20. Miało to miejsce 21 listopada 2022 w przegranym 2:0 spotkaniu przeciwko Rumunii.

### Polska U-21
Lukoszek zadebiutował w kadrze Polski U-21 27 marca 2023 w meczu z Albanią (wyg. 2:0). Ostatecznie w barwach tej kadry wystąpił 6 razy nie zdobywając żadnej bramki.

## Statystyki

### Klubowe
(aktualne na dzień 1 stycznia 2025)
| Klub               | Sezon              | Liga               | Liga  | Liga   | Puchar kraju | Puchar kraju | Suma  | Suma   |
| Klub               | Sezon              | Liga               | Mecze | Bramki | Mecze        | Bramki       | Mecze | Bramki |
| ------------------ | ------------------ | ------------------ | ----- | ------ | ------------ | ------------ | ----- | ------ |
| Górnik Zabrze II   | 2018/19            | III liga           | 3     | 0      | 0            | 0            | 3     | 0      |
| Górnik Zabrze II   | 2019/20            | III liga           | 4     | 0      | 0            | 0            | 4     | 0      |
| Górnik Zabrze II   | 2020/21            | III liga           | 27    | 6      | 0            | 0            | 27    | 6      |
| Górnik Zabrze II   | 2023/24            | III liga           | 1     | 0      | 0            | 0            | 1     | 0      |
| Górnik Zabrze II   | Ogólnie            | Ogólnie            | 35    | 6      | 0            | 0            | 35    | 6      |
| Skra Częstochowa   | 2021/22            | I liga             | 23    | 0      | 1            | 0            | 24    | 0      |
| Skra Częstochowa   | 2022/23            | I liga             | 26    | 2      | 0            | 0            | 14    | 2      |
| Skra Częstochowa   | Ogólnie            | Ogólnie            | 49    | 2      | 1            | 0            | 50    | 2      |
| Górnik Zabrze      | 2023/24            | Ekstraklasa        | 26    | 3      | 3            | 1            | 29    | 4      |
| Górnik Zabrze      | 2024/25            | Ekstraklasa        | 16    | 4      | 1            | 0            | 28    | 4      |
| Górnik Zabrze      | Ogólnie            | Ogólnie            | 42    | 7      | 4            | 1            | 46    | 8      |
| Ogólnie w karierze | Ogólnie w karierze | Ogólnie w karierze | 126   | 15     | 5            | 1            | 131   | 16     |

### Reprezentacyjne
(aktualne na dzień 1 stycznia 2025)
| Reprezentacja      | Rok                | Mecze | Bramki |
| ------------------ | ------------------ | ----- | ------ |
| Polska U-16        | 2018               | 2     | 0      |
| Ogólnie            | Ogólnie            | 2     | 0      |
| Polska U-17        | 2018               | 2     | 0      |
| Ogólnie            | Ogólnie            | 2     | 0      |
| Polska U-20        | 2022               | 1     | 0      |
| Ogólnie            | Ogólnie            | 1     | 0      |
| Polska U-21        | 2023               | 4     | 0      |
| Polska U-21        | 2024               | 2     | 0      |
| Ogólnie            | Ogólnie            | 6     | 0      |
| Ogólnie w karierze | Ogólnie w karierze | 11    | 0      |

| Mecze i gole w reprezentacji | Mecze i gole w reprezentacji | Mecze i gole w reprezentacji | Mecze i gole w reprezentacji | Mecze i gole w reprezentacji | Mecze i gole w reprezentacji | Mecze i gole w reprezentacji | Mecze i gole w reprezentacji              |
| Polska U-16                  | Polska U-16                  | Polska U-16                  | Polska U-16                  | Polska U-16                  | Polska U-16                  | Polska U-16                  | Polska U-16                               |
| Lp.                          | Data                         | Miejsce                      | Gospodarz                    | Gość                         | Wynik                        | Gol                          | Rozgrywki                                 |
| ---------------------------- | ---------------------------- | ---------------------------- | ---------------------------- | ---------------------------- | ---------------------------- | ---------------------------- | ----------------------------------------- |
| 1.                           | 15.03.2018                   | Odessa                       | Polska U-16                  | Mołdawia U-16                | 3:1                          |                              | Mecz towarzyski                           |
| 2.                           | 17.03.2018                   | Odessa                       | Polska U-16                  | Mołdawia U-16                | 1:1                          |                              | Mecz towarzyski                           |
| Polska U-17                  |                              |                              |                              |                              |                              |                              |                                           |
| Lp.                          | Data                         | Miejsce                      | Gospodarz                    | Gość                         | Wynik                        | Gol                          | Rozgrywki                                 |
| 1.                           | 07.09.2018                   | Nowiny                       | Polska U-17                  | Estonia U-17                 | 2:0                          |                              | Mecz towarzyski                           |
| 2.                           | 11.09.2018                   | Sandomierz                   | Polska U-17                  | Portugalia U-17              | 3:4                          |                              | Mecz towarzyski                           |
| Polska U-20                  |                              |                              |                              |                              |                              |                              |                                           |
| Lp.                          | Data                         | Miejsce                      | Gospodarz                    | Gość                         | Wynik                        | Gol                          | Rozgrywki                                 |
| 1.                           | 21.11.2022                   | Arad                         | Rumunia U-20                 | Polska U-20                  | 2:0                          |                              | Turniej Ośmiu Narodów 2022/2023           |
| Polska U-21                  |                              |                              |                              |                              |                              |                              |                                           |
| Lp.                          | Data                         | Miejsce                      | Gospodarz                    | Gość                         | Wynik                        | Gol                          | Rozgrywki                                 |
| 1.                           | 27.03.2023                   | Aksu                         | Polska U-21                  | Albania U-21                 | 2:0                          |                              | Mecz towarzyski                           |
| 2.                           | 15.06.2023                   | Warszawa                     | Polska U-21                  | Finlandia U-21               | 1:1                          |                              | Mecz towarzyski                           |
| 3.                           | 12.10.2023                   | Koszyce                      | Słowacja U-21                | Polska U-21                  | 2:2                          |                              | Mecz towarzyski                           |
| 4.                           | 21.11.2023                   | Essen                        | Niemcy U-21                  | Polska U-21                  | 3:1                          |                              | Mistrzostwa Europy U-21 2025 – eliminacje |
| 5.                           | 10.09.2024                   | Sofia                        | Bułgaria U-21                | Polska U-21                  | 1:3                          |                              | Mistrzostwa Europy U-21 2025 – eliminacje |
| 6.                           | 17.11.2024                   | San Pedro del Pinatar        | Polska U-21                  | Islandia U-21                | 1:2                          |                              | Mecz towarzyski                           |